# Riza Zalameda
Riza Zalameda (* 10. Februar 1986 in Los Angeles) ist eine ehemalige US-amerikanische Tennisspielerin.

## Karriere
Zalameda begann mit fünf Jahren mit dem Tennisspielen und spielte am liebsten auf Hartplätzen. Sie gewann in ihrer Karriere zwei Einzel- und sechs Doppeltitel auf dem ITF Women’s Circuit.
2004 und 2008 erreichte sie im Doppel jeweils die zweite Runde der US Open. Bei den Südostasienspielen trat sie für die Philippinen an und gewann fünf Medaillen.
Nach ihrem verletzungsbedingten Rücktritt (2011) vom Profitennis wurde sie 2012 Assistenztrainerin der Frauenmannschaft der Columbia University.
Studiert hatte sie an der University of California, Los Angeles, und an der Universität London.

## Turniersiege

### Einzel
| Nr. | Datum             | Turnier | Kategorie   | Belag     | Finalgegnerin | Ergebnis |
| --- | ----------------- | ------- | ----------- | --------- | ------------- | -------- |
| 1.  | 20. November 2005 | Manila  | ITF $10.000 | Hartplatz | Venise Chan   | 6:3, 6:2 |
| 2.  | 2. Juli 2006      | Edmond  | ITF $10.000 | Hartplatz | Alexa Glatch  | 6:4, 6:1 |

### Doppel
| Nr. | Datum          | Turnier     | Kategorie   | Belag     | Partnerin          | Finalgegnerin                       | Ergebnis  |
| --- | -------------- | ----------- | ----------- | --------- | ------------------ | ----------------------------------- | --------- |
| 1.  | November 2005  | Manila      | ITF $10.000 | Hartplatz | Denise Dy          | Chen Yi Kao Shao-yuan               | 6:2, 6:3  |
| 2.  | Mai 2009       | Raleigh     | ITF $50.000 | Sand      | Lilia Osterloh     | Carmen Klaschka Sabine Klaschka     | 6:0, 6:0  |
| 3.  | Mai 2009       | Carson      | ITF $50.000 | Hartplatz | Laura Granville    | Monique Adamczak Nicole Kriz        | 6:3, 6:4  |
| 4.  | Juli 2009      | Grapevine   | ITF $50.000 | Hartplatz | Lindsay Lee-Waters | Kimberly Couts Valérie Tétreault    | 7:65, 6:3 |
| 5.  | August 2009    | Vancouver   | ITF $75.000 | Hartplatz | Ahsha Rolle        | Madison Brengle Lilia Osterloh      | 6:4, 6:3  |
| 6.  | September 2009 | Albuquerque | ITF $75.000 | Hartplatz | Mashona Washington | Jorgelina Cravero Frederica Piedade | 6:3, 6:2  |